# 温泉东站
温泉东站位于中华人民共和国山东省青岛市即墨区新兴街，是青岛地铁11号线的地铁车站。2018年4月23日开通。